# Club Atlético Brown
Maillots
Dernière mise à jour : 3 février 2012.
Le Club Atlético Brown est un club argentin de football basé à Adrogué.